# Erol Kaynak
Erol Kaynak (* 19. Juli 1934 in Muğla; † 9. Oktober 2015) war ein türkischer Fußballspieler und -trainer. Durch seine Tätigkeit für Galatasaray Istanbul wird er mit diesen Vereinen assoziiert. Er war kurze Zeit Teil jener Galatasaray-Mannschaft, die mit Spielern wie Metin Oktay, Kadri Aytaç, Suat Mamat, Uğur Köken und Turgay Şeren den türkischen Fußball in den 1960er Jahren stark beeinflusste. Da im Sommer 1961 mit Erol Boralı ein weiterer Erol zu Galatasaray wechselte und dieser jünger war, wurde Kaynak, wie damals im türkischen Fußball üblich, fortan als Büyük Erol (dt.: Der große Erol) bezeichnet und Boralı als Küçük Erol (dt.: Der kleine Erol) bezeichnet. Er spielte wahlweise im linken oder rechten zentralen Mittelfeld.

## Spielerkarriere

### Altay Izmir
Die Anfänge Kaynaks Fußballkarriere, sowie sein Geburtsort und -datum sind unbekannt bzw. widersprüchlich dokumentiert. Als Geburtsort wird, je nach Quelle, Nazilli oder Muğla angegeben. Über sein Geburtsdatum gibt es die Angaben 1932, 19. Juli 1934 und 1. Januar 1936.
Mit dem Profifußball begann Kaynak wohl 1955 bei Altay Izmir. Zu dieser Zeit existierte in der Türkei keine landesübergreifende Profiliga. Stattdessen existierten in den Ballungszentren wie Istanbul, Ankara und Izmir regionale Ligen, von denen die İstanbul Profesyonel Ligi (dt.: Istanbuler Profiliga) als die renommierteste galt und die İzmir Profesyonel Ligi (dt.: Profiliga Izmir) an 3. Stelle kam. Altay nahm an Letzterer am Wettbewerb teil und war mit 14 gewonnenen Meisterschaften der erfolgreichste Verein der Liga. Kaynak begann ab dem Sommer 1955 für Altay in dieser Liga zu spielen. Und 1957 1958. Mit seinem Klub gewann er in den Spielzeiten 1956/57 und 1957/58 die Meisterschaft dieser Liga. 1958 spielte er zudem mit seinem Verein im Federasyon Kupası (dt. Verbandspokal).
Ab dem Frühjahr 1959 nahm Kaynak mit Altay an der neugegründeten und landesweit ausgelegten Millî Lig (der heutigen Süper Lig) teil. Diese neue Liga löste die bisher vorhandenen regionale Ligen in den größeren Ballungszentren, wie die Profiliga Izmir ab. Die erste Spielzeit der Millî Lig wurde von Februar 1959 bis Juni 1959 ausgespielt und endete mit einem Sieg von Fenerbahçe Istanbul. In dieser Saison kam Kaynak in zwölf von 14 möglichen Ligaspielen zum Einsatz und erzielte vier Tore. Damit war er hinter Ayhan Elmastaşoğlu zusammen mit Ahmet Kulaksız der zweiterfolgreichste Torschütze seiner Mannschaft. Seine Mannschaft beendete die Saison auf dem 3. Tabellenplatz.

### Galatasaray Istanbul
Nachdem Kaynak in der ersten Milli-Lig-Saison einen guten Eindruck hinterlassen hatte, sein Vertrag mit Altay ausgelaufen war und für ihn als Amateurspieler keine Ablöse notwendig war, wurden mehrere reichere Istanbuler Verein auf ihn aufmerksam. So wurde er im Sommer 1955 erst mit Karagümrük SK und dann mit Beşiktaş Istanbul in Verbindung gebracht. Entgegen den ersten Interessenten wechselte Kaynak im Juli 1959 zu Galatasaray Istanbul. Hier erhielt er einen Gehalt von 20.000 Türkische Lira. Bei Galatasaray wurde er vom Cheftrainer Leandro Remondini überwiegend in der Stammformation eingesetzt, erzielte in seiner ersten Saison in 29 Ligapartien sechs Tore und war damit eines der torgefährlichsten Spieler seiner Mannschaft. Da die Mannschaft in der Liga die Meisterschaft bereits Wochen vor Saisonende verfehlte, wurde für die neue Saison die ehemalige Spielerlegende des Vereins, Gündüz Kılıç, als Cheftrainer eingestellt. Dieser verzichtete in seiner ersten Saison, der Milli-Lig-Saison 1960/61, auf Kaynak und setzte ihn in lediglich fünf Ligaspielen ein. Die Mannschaft spielte in dieser Saison bis zum letzten Spieltag mit dem Erzrivalen Fenerbahçe Istanbul um die Türkischen Meisterschaft und vergab sie dann mit einem Punkt Unterschied. Die nachfolgende Spielzeit, die Spielzeit 1961/62, beendete Kaynaks Team mit dem Gewinn der ersten Türkischen Meisterschaft der Vereinsgeschichte. In dieser Saison spielte Kaynak in den Mannschaftsplanungen von Kılıç eine noch geringere Rolle als in der vorherigen Saison und absolvierte nur zwei Ligaspiele.

### Izmirspor
Nachdem Kaynak die letzten zwei Spielzeiten bei Galatasaray kaum Spieleinsätze bekommen hatte, wechselte er im Sommer 1962 zum Ligarivalen Izmirspor. Für diesen Verein spielte er zwei Spielzeiten. Der weitere Verlauf seiner Karriere ist nicht bekannt.

## Trainerkarriere
Kaynak begann nach seiner Spielerkarriere als Trainer zu arbeiten. Seine Trainerkarriere ist ähnlich seine Spielerkarriere wenig dokumentiert. Im Februar 1974 übernahm bei Altay Izmir das Cheftraineramt von Bayram Dinsel betreute die Mannschaft bis zum Saisonende. Im Mai 1990 löste er erneut bei Altay den Cheftrainer Erkan Kural ab und betreute die Mannschaft interimsweise bis zum Saisonende.
In den 1990er Jahren arbeitete er als Nachwuchstrainer für Izmirspor und Altay Izmir. Während dieser Zeit entdeckte er spätere Nationalspieler wie Alpay Özalan.
In der Saison 1999/00 betreute er den Drittligisten Bergamaspor als Cheftrainer.

## Erfolge
Mit Altay Izmir
- Meister der İzmir Futbol Ligi: 1956/57, 1957/58

Mit Galatasaray Istanbul
- Türkischer Meister: 1961/62